# Деньги не пахнут
«Деньги не пахнут» (лат. pecunia non olet) — неодобрительное высказывание о безразличном отношении к способу получения денег. Общее значение фразы: свойства денег не зависят от того, каким образом они были получены.
Возникновение крылатого выражения связано с именем римского императора Веспасиана (I век), который ввёл налог на общественные уборные, получающие доход от продажи мочи.

Тит упрекал отца, что и нужники он обложил налогом; тот взял монету из первой прибыли, поднёс к его носу и спросил, воняет ли она. «Нет» [Non olet], — ответил Тит. «А ведь это деньги с мочи», — сказал Веспасиан.— Светоний, «Жизнь двенадцати цезарей» (Божественный Веспасиан, 23.3.). Пер. М. Л. Гаспарова
Похожее выражение — «Запах прибыли хорош, от чего бы он ни исходил» (лат. Lucri bonus est odor ex re qualibet) — происходит от произведения Ювенала (ок. 60 — ок. 127), где отец советует сыну заняться торговлей и при этом не брезговать никаким товаром: 

И не считай, что какая-нибудь есть разница между кожей сырой и духами: хорош ведь прибыли запах будет от вещи любой.— «Сатиры», XIV, 203—205. Пер. Д. Недовича и Ф. Петровского